# Heinkel He 419
L'Heinkel He 419 era un aereo da caccia multiruolo bimotore sviluppato dall'azienda tedesca Ernst Heinkel Flugzeugwerke AG nei primi anni quaranta.
Fu una delle evoluzioni previste dell'He 219.

## Storia del progetto
Nel 1943 la Heinkel propose un progetto (l'Heinkel He 319 denominato progetto P1065 Ic) di un bombardiere ad alta velocità o caccia notturno con 4 cannoncini MK 108 montati sul naso e alimentato da motori radiali BMW 801. Un modellino (andato perso per via di un raid della RAF). In seguito, date le esigenze di difesa della Germania, gli sforzi convergettero su un nuovo progetto designato He 419. L'aereo consisteva in un caccia d'alta quota e venne costruito in sette esemplari. La versione pre-serie venne denominata A0 assieme al primo vero prototipo V1 furono costruiti modificando un He 219 A-5. I principali interventi riguardarono coda, fusoliera e un'ala di nuova progettazione di 55 m² di superficie. La motorizzazione era con motori Daimler-Benz DB 603.
Per semplificare la produzione il He 419 A1 venne dotato di una sola coda (a differenza del progetto iniziale), inoltre per evitare la produzione di nuove componenti si decise di usare la stessa coda dell'He 219 e tale variante venne designata He 419 B-1/R1. I 2000 hp dei motori DB 603 G vennero dotati di un sistema di turbo azionato dai gas di scarico. Era previsto che il velivolo potesse trattenersi alla quota di 14500 metri per 2 ore e 15 minuti. Il B-1 aveva una grande ala ulteriormente ingrandita di 59 m² e l'armamento consisteva di 2 MG 151 nelle radici alari e 2 MK108 in apposita cellula ventrale.
La velocità massima raggiunta dai prototipi, con un peso carico pari a 14 200 kg, era di 670 km/h ad una quota di 14 500 m. La velocità di atterraggio era pari a 172 km/h mentre velocità di crociera era di 650 km/h.
Dei sei He 419 B-1/R1 costruiti a Marienehe si sono prese le tracce.